# 肉类食物

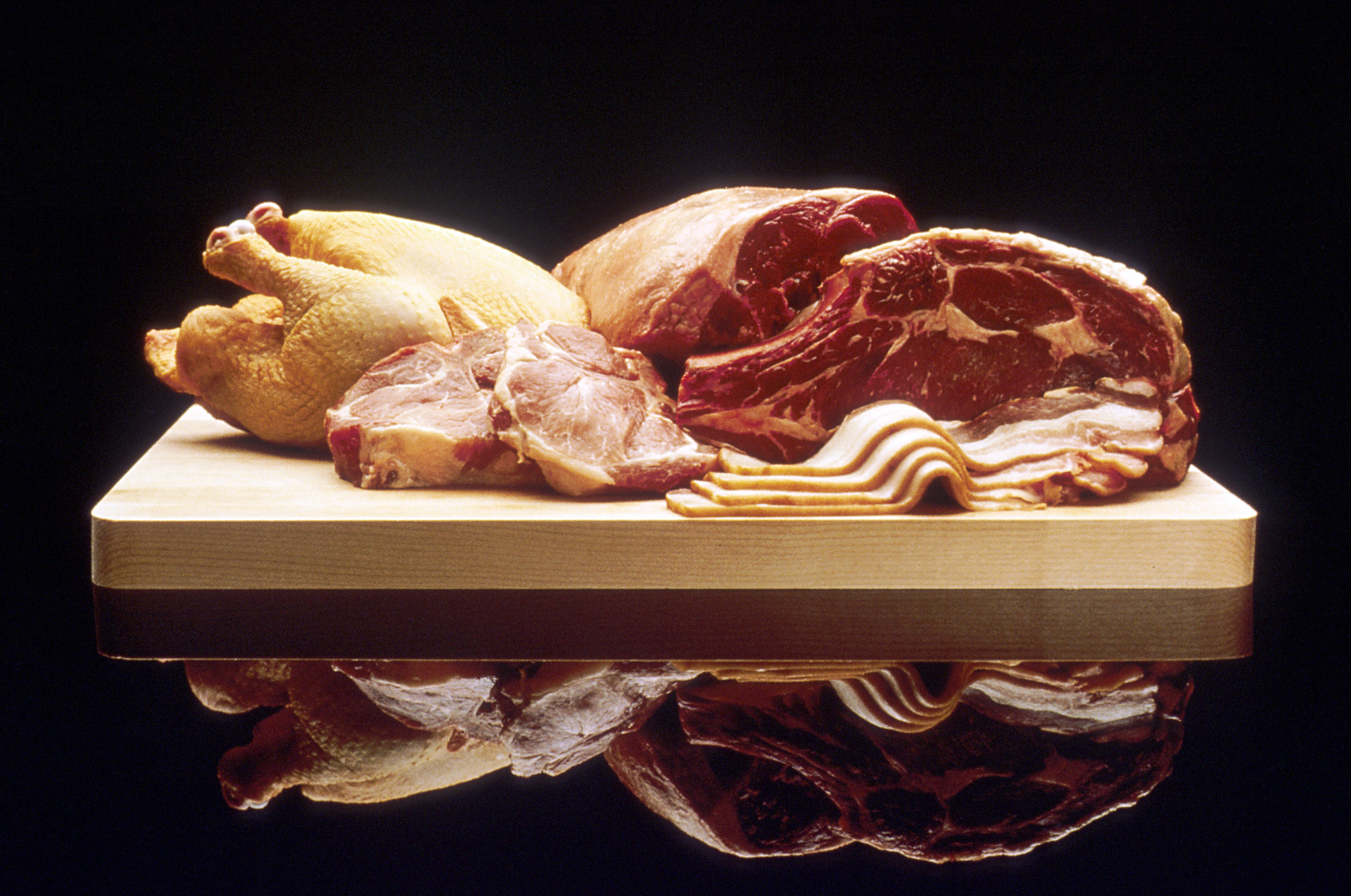
豬肉、牛肉、雞肉等肉類食用肉。

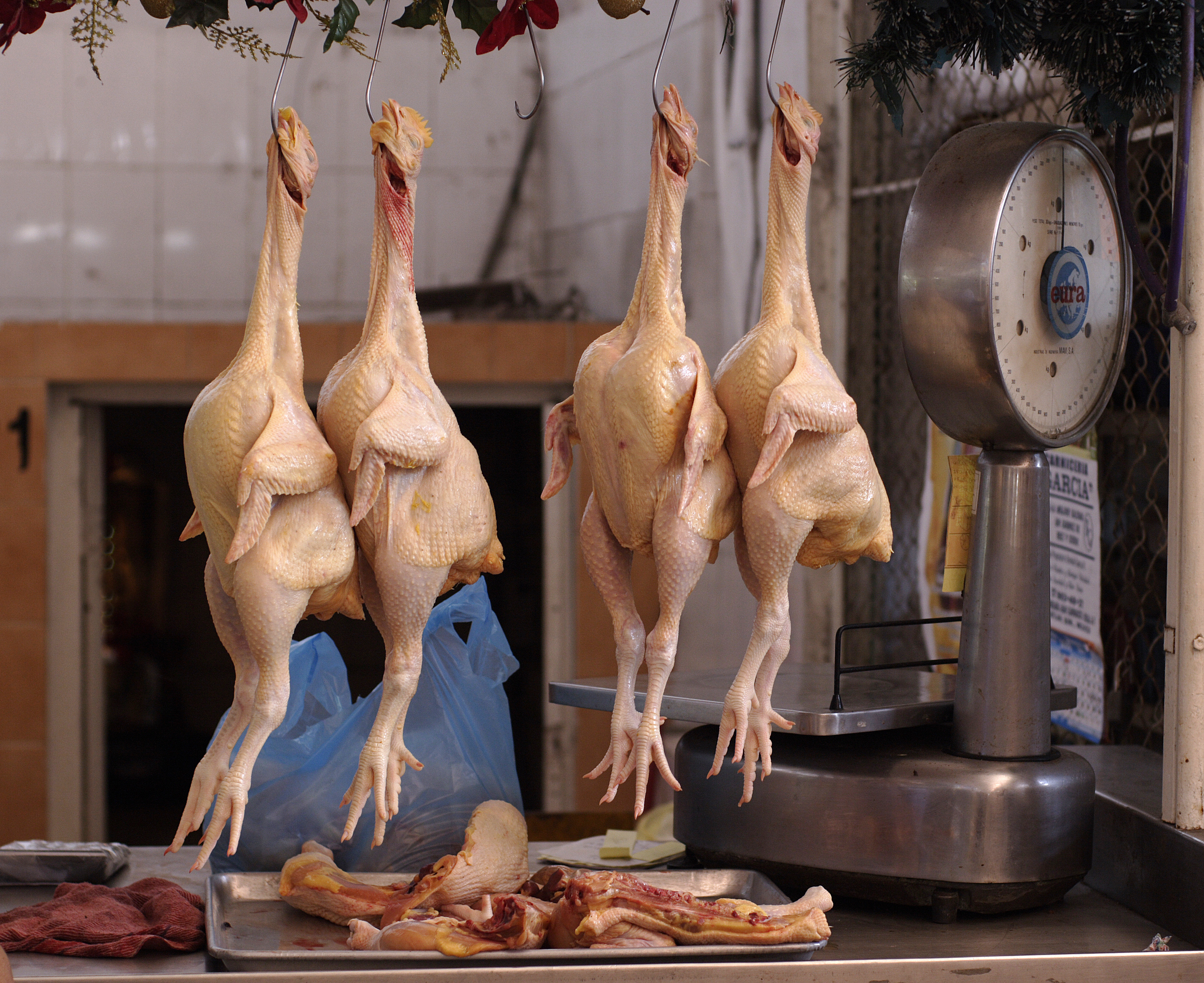
墨西哥的一座市場所販賣的生雞肉。

肉类食物简称肉食或肉，或称肉菜、荤腥、腥食，是從各种動物身上获取的肌肉、脂肪等软组织以及一些相关的器官，在进食后可为身体提供营养的食物，是自然界许多食肉动物和杂食动物（包括人）生存、发育和繁衍所必需，也是野生动物之间掠食和食腐行为的主要原因。
肉食对人类来说是一种重要的副食品，但现代人通常不会不经加工就生吃肉类，而是需要经过不同程度及方法的切割、腌制和烹饪后制成熟食后才会食用。人类社会常见的肉类主要来自于家畜和家禽，包括猪肉、牛肉、羊肉、鸡肉、鸭肉、鹅肉等等；以及一些水产，比如鱼肉、虾肉、蟹肉、章鱼、贝柱等海产。肉类食物主要的营养价值是提供蛋白质和氨基酸，同时还提供脂肪酸及一些矿物质和维生素，此外还重要的是可以让自然界中人类无法消化的纤维素能够间接的通过糖原的形式被人摄取。
自人类演化开始，肉食就和谷物、蔬菜、瓜果一起都是人类饮食中的主要组成部分。史前時代的古人类是狩猎采集者，依赖獵殺動物和简单的捕鱼获得肉食；而新石器革命以后的农业社会主要由畜牧业和渔业负责肉食供应，在工业革命后大规模的密集饲养和水产养殖所占的比重也越来越高。
人類从口味上高度偏好肉類食物，味觉中的鲜味便是针对肉食而演化出来。但是在一些宗教观念，例如汉传佛教是不提倡食肉的，甚至僧侶與受菩薩戒者，是禁止食用肉类食物的；同时亦有素食主义者出于保护动物或其他道德原因，不食用肉类食物。個人對肉類食物的態度是消費者心理學、肉品工业及主張減少甚至取缔肉食消費的社会活动家（比如环保主义者、动物权力运动家，纯素主义者等等）所關注的議題，價格、健康、口味和道德关注都可影響個人對肉類食物的接受態度。而个人對肉食的態度叠加起来，就會影響社会對肉類的消費。
现今全球肉類消費正在成長，在中國和巴西等經濟快速成長的國家，国民肉類消費也出現大幅增長。肉類消費增加的現象，也出現在有著廣泛素食主義傳統的印度。

## 食用肉种类
| 動物                 | 被屠宰數       |
| -------------------- | -------------- |
| 雞                   | 61,171,973,510 |
| 鴨                   | 2,887,594,480  |
| 豬                   | 1,451,856,889  |
| 兔子                 | 1,171,578,000  |
| 鵝                   | 687,147,000    |
| 火雞                 | 618,086,890    |
| 綿羊                 | 536,742,256    |
| 山羊                 | 438,320,370    |
| 牛                   | 298,799,160    |
| 嚙齒類動物           | 70,371,000     |
| 鴿子和其他鳥類       | 59,656,000     |
| 水牛                 | 25,798,819     |
| 馬                   | 4,863,367      |
| 驢和騾               | 3,478,300      |
| 駱駝和其他駱駝科動物 | 3,298,266      |

肉类食物主要分为红肉（red meat）和白肉（white meat）两种，大致用生肉的颜色分类，并不以肉烹饪好后的颜色作为判断标准。红肉富含肌红蛋白，基本上都是哺乳动物的骨骼肌，来源的主要是猪、牛、羊、馬等家畜，和一些野生动物比如兔、鹿、羚羊等；白肉则肌红蛋白含量很低，主要是鸟类和水产，来源主要是鸡、鸭、鹅、火鸡等家禽和各种鱼类。而鸟类翅膀和腿部的肌肉中慢肌纤维更多，其实含有较多的肌红蛋白，但因为鸟肉总体不被算作红肉，因而被称作“深肉”（dark meat）。虽然鲑鱼肉、煮熟的虾蟹等都是红色，但它们的红色不是来自肌红蛋白而是源自节肢动物外骨骼中的虾红素，所以仍属于白肉。
盡管就總數而言，雞是被屠宰數量最多的動物，但一般来说，人食用畜肉的量未必低於于禽肉。这是由于兽类的体型远大于禽类，故而每只被宰杀能产生更多的肉量的缘故。某些肉類如狗肉、驴肉、蛇肉、袋鼠肉、鴕鳥肉則是相對較少被食用的肉類。
而肉類食物也常常成為飲食禁忌的核心，比如犹太教、伊斯兰教禁食猪肉，印度教禁食黃牛肉（水牛肉可食），印度教婆羅門種姓、耆那教、錫克教和部分佛教宗派崇尚素食主义禁食任何肉类等等。一些肉食，比如狗肉和鲸肉以及各种珍稀野味，则常常是激烈的社会争议焦点。

## 成分与营养
肉中的蛋白质含量在10%至20%之间，俗称瘦肉或精肉是脂肪含量较少的肌肉，而肥肉是脂肪含量较多的肉，瘦肉的蛋白质含量比肥肉多。新鲜肉的平均含水量是60%至70%，脂肪含量与水含量成反比。肉中的脂肪含量，与动物的种类、年龄、身体的部位、育肥状况均有关系。100克肉的平均能量为880千焦耳（210大卡）。 
常见的畜肉和禽肉每100克的营养 成分含量表
|                | 蛋白质 (g) | 脂肪 (g) | 水 (g) | 热量 (kJ) | 胆固醇 (mg) |
| -------------- | ---------- | -------- | ------ | --------- | ----------- |
| 鸡肉（胸脯）   | 23.6       | 00.7     | 74.6   | 427       | 66          |
| 猪肉（火腿）   | 18.3       | 04.4     | 69.5   | 1080      | 51          |
| 牛肉（肥肉）   | 27.9       | 02.7     | 67     | 636       | 74          |
| 马肉           | 29.8       | 03.5     | 65.3   | 645       | 65          |
| 牛肉（里脊）   | 29.6       | 03.6     | 65.7   | 636       | 73          |
| 牛肉（肉馅）   | 27.6       | 12.2     | 58.4   | 975       | 61          |
| 猪肉           | 28.7       | 09.6     | 60.7   | 841       | 86          |
| 猪肉（肚皮）   | 16         | 28.9     | 54.4   | 1340      | 60          |
| 牛肉（罐头）   | 23.5       | 03.4     | 69.8   | 527       | 44          |
| 猪肉（猪蹄）   | 28.9       | 10.3     | 59.7   | 875       | 77          |
| 鹿肉           | 28.1       | 04       | 66.7   | 625       | 63          |
| 鹅肉（整只）   | 23.4       | 20.8     | 54.3   | 1170      | 77          |
| 鸡肉（鸡腿）   | 28.2       | 11.3     | 59.4   | 895       | 85          |
| 牛肉（牛腿）   | 28         | 06.8     | 64.1   | 725       | 73          |
| 兔肉（整只）   | 26.9       | 08.9     | 63.3   | 785       | 87          |
| 羊肉（瘦肉）   | 27         | 07.9     | 64     | 755       | 87          |
| 羊肉（肥肉）   | 23.3       | 19.9     | 56     | 1130      | 91          |
| 火鸡肉（整只） | 27         | 16.2     | 55.6   | 1060      | 85          |
| 火鸡肉（胸脯） | 21         | 01       | 73.7   | 450       | 60          |
| 牛肉（牛排）   | 28.9       | 12.1     | 57.6   | 940       | 82          |

### 蛋白质

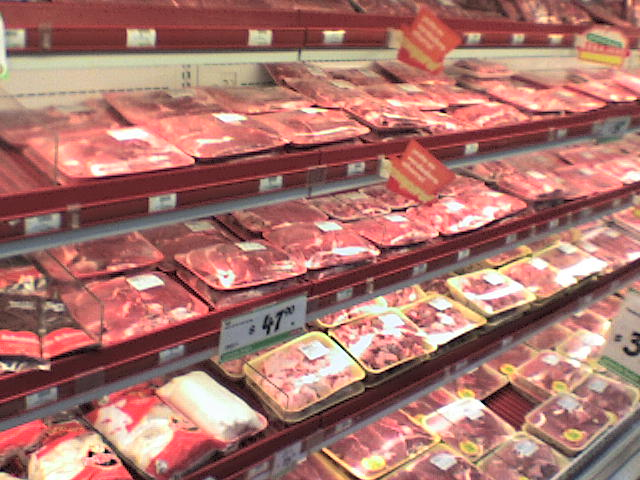
墨西哥一間超市內陳列的肉類食物

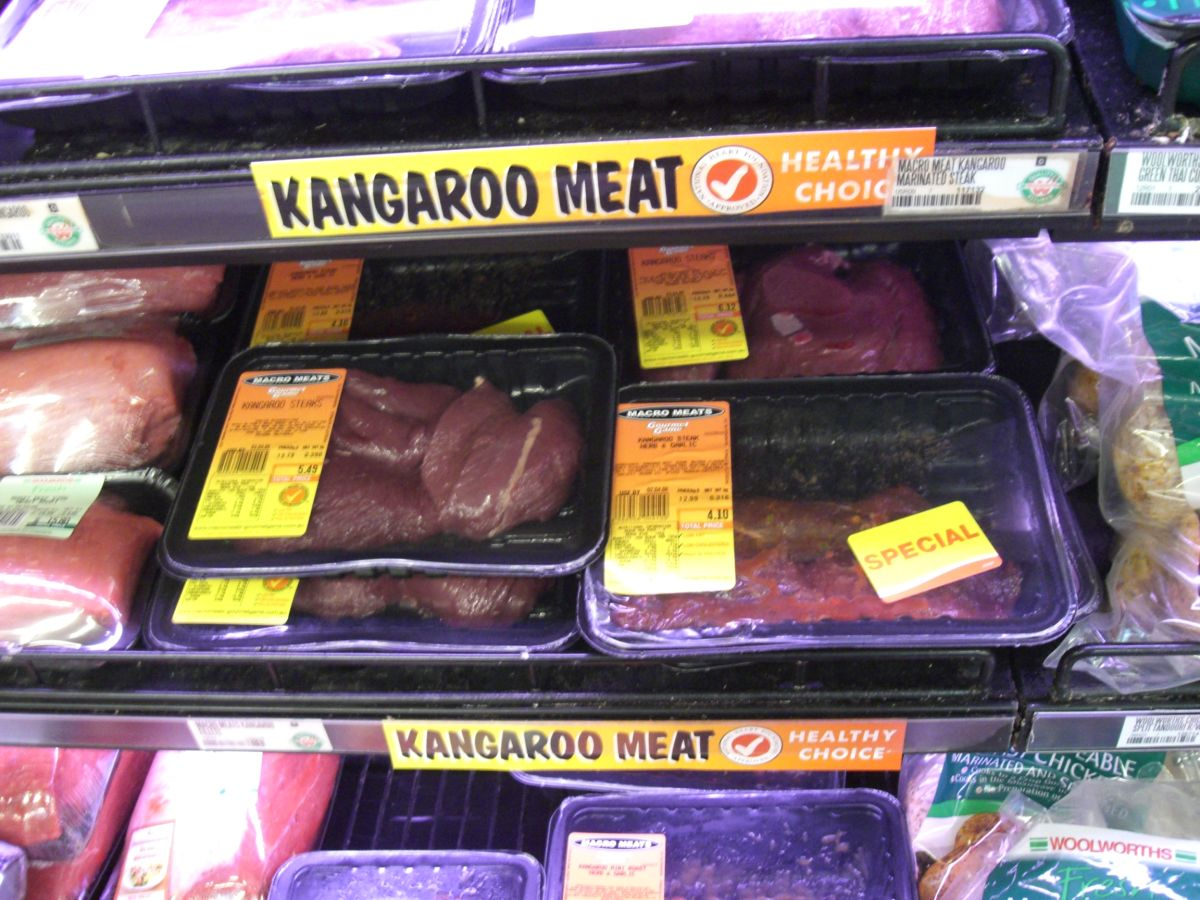
澳大利亞一間超市內陳列的肉類食物

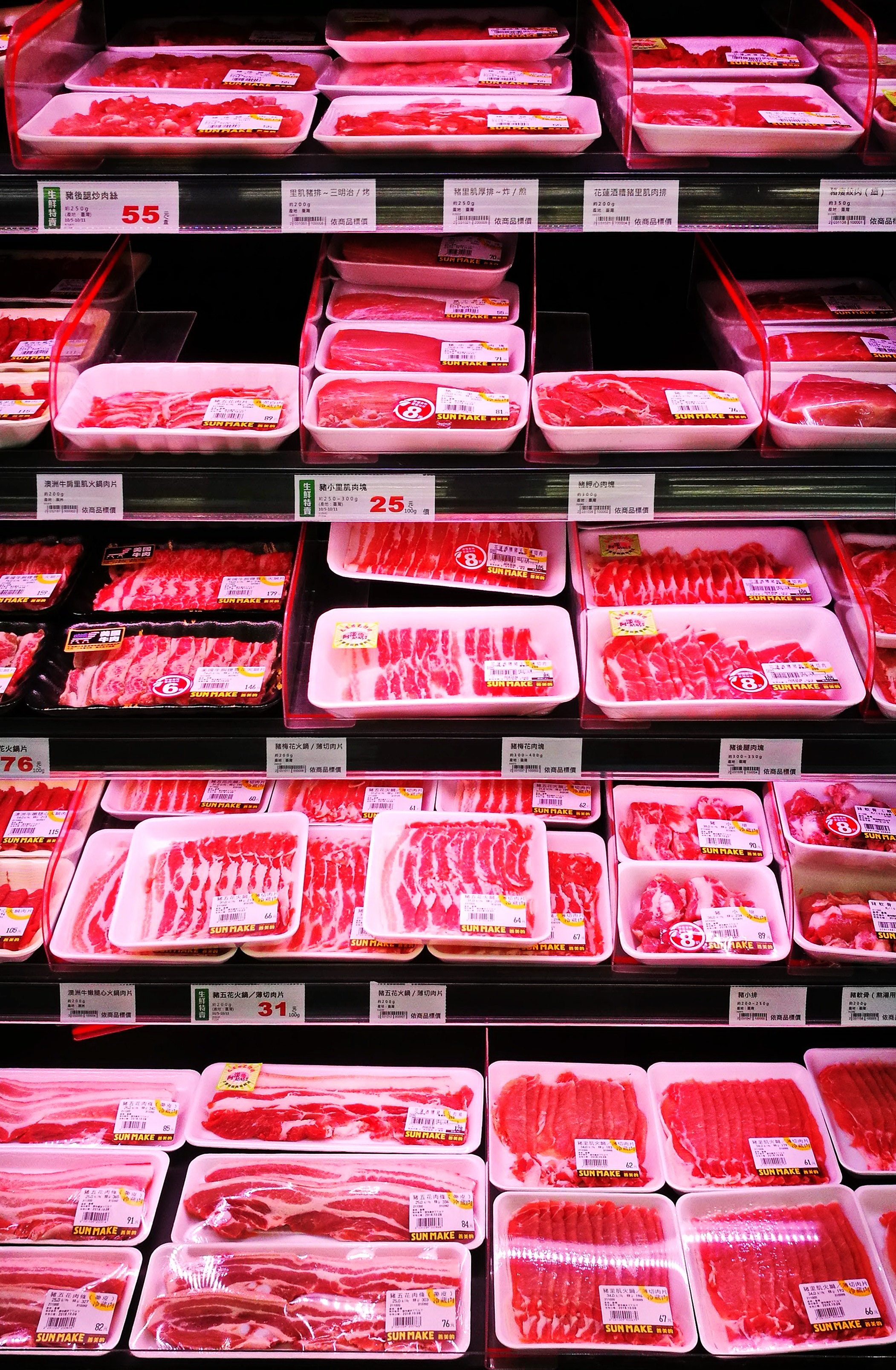
台灣全聯福利中心內陳列的肉類食物

肉类提供的蛋白质对人体有重要的生物学意义。构成蛋白质的氨基酸，共有20多种，其中有8种（必需氨基酸）是人体不能自身合成的，必须靠摄取含有这8种氨基酸的食物来获得；而肉类食物的蛋白质是完全蛋白质，可以提供人体所需的全部种类的氨基酸。当肉类蛋白质在人体内被消化时，分解出来的氨基酸即可被吸收。与肉类蛋白质相比较，植物类食物所提供的蛋白质有时则不如肉类蛋白质的氨基酸成分那么全面，有的会缺乏8种人体的必需氨基酸或者是包括8种必需氨基酸在内的20种基本氨基酸中的一种或几种，譬如谷类普遍缺少赖氨酸这种必需氨基酸。肉类蛋白质与植物性蛋白质混合食用，便可以互相补充，更具营养。
一般的瘦猪肉的蛋白质含量约为10%至17%，肥猪肉则只有2.2%；瘦牛肉为20%左右，肥牛肉为15.1%；瘦羊肉17.3%，肥羊肉9.3%；兔肉21.2%；鸡肉23.3%；鸭肉16.5%；鹅肉10.8%。其中，兔肉高蛋白，低脂肪（0.4%），且胆固醇含量低，非常适合患高血压、心脏病以及动脉粥样硬化这些病症的人食用。除肉外，动物的内脏作为肉类食物的另一部分，亦能提供蛋白质。猪、羊、牛的肝脏，蛋白质含量约为21%，鸡、鸭、鹅的肝，蛋白质含量为16%到18%。 
肉类的蛋白质经过烹调，有一部分会散在肉汤中，也有一部分水解成氨基酸，溶于肉汤里，故烹调好的肉汤味道鲜美而富于营养。不同的烹饪方式，可能保持也可能破坏氨基酸的完整性。罐头食品、冷冻和速冻肉，这些现代技术的储存手段不会像曾经主要使用的腌制、晒干方法那样破坏食物成分氨基酸。

### 脂肪
肉中的脂肪，可供给人体热量和必需的脂肪酸。脂肪的主要成分包括甘油三酯、脂肪酸以及少量的卵磷脂、胆固醇、游离脂肪酸、脂溶性色素等。含大量脂肪的100克肥猪肉，可提供830千卡的热量。
脂肪是肉的所有成分中，所占比例变化范围最大的，平均含量是10～30%。常见的肉类的脂肪含量平均值为：猪肉20%至35%，牛肉10%至20%，牛犊肉5%至10%，绵羊肉10%至20%。畜类脂肪中饱和脂肪酸高于禽类脂肪，如猪油含42%，牛油53%，羊油57%，而鸡油只含26%，鸭油含29%。
动物脂肪的熔点因相对较高，故不易被人体消化和吸收。脂肪及脑、肝、肾等内脏，都有高含量的胆固醇，如配合大量碳水化合物(高醣)或是糖同吃，这对高血脂或动脉粥样硬化这样的患者是有害的，容易导致心脏病。

### 碳水化合物
肉类的碳水化合物含量比较低，一般约为1～5%。动物肌肉中含有肌糖原，当动物死亡时，肌糖原会转化成乳酸。乳酸的产生使肉中的酸性增强，pH值下降，使得组织蛋白酶的活性增强，因为动物存活时，pH值较高，抑制了这种酶的活性。组织蛋白酶让肉中的蛋白质部分地水解，从而使肉逐渐变软，恢复保水能力，进而肉味变得鲜嫩，更合人的胃口。动物被宰杀后，其胴体的肉的这一变化过程，为肉的存熟期。但要使这一过程完美地进行，则需要在一定的条件下保存生肉；包括控制并保持冷藏温度，存贮时间不能过长或过短。

### 无机盐
肉类含铁、磷、钾、钠、铜、锌、镁等许多种矿物质，其中含磷较丰富，约130～170毫克/100克；钙含量颇少，约7～10毫克/100克。肉类食物无机盐的总含量约为0.6～1.1%，瘦肉的无机盐含量高于肥肉，内臟的含量高于瘦肉。动物的肝脏、肾脏含铁较丰，且利用率高。

### 维生素
肉类含维生素B，而含极少的脂溶性维生素A、D以及溶于水的维生素C。一些动物的肝脏也是常见的肉类食物，其含有丰富的维生素B12和维生素A。猪肉的维生素B1含量高于牛肉。

## 环境影响
各种环境影响与肉类生产有关。 其中包括温室气体排放，化石燃料使用，用水量，水质变化，以及对生态系统的影响。由于动物粪便，化肥，农药，畜牧业可能是水污染的最大来源，畜牧业占全球人用水量的8％以上。这个行业是迄今为止最大的土地利用原因，占全球陆地面积的近40％。对美国的畜牧业环境影响的研究表明，它们占全球温室气体排放量的51％。饲养牲畜是生产食物的非常低效的方式，比如说在北美或欧洲，一头牛消耗大约75公斤到300公斤的草或谷物来生产一公斤的蛋白质。商业捕鱼的方式，如底拖网和长巷常常清除海底的一切生命，摧毁珊瑚礁，这种方法也无意中杀死了数千只海豚，海龟，鲨鱼和其他海洋动物。

## 加工和肉制品
因为肉含有供给生物生存的各种营养，又含有大量的水分，故肉十分容易变质。有足够空气时，未经适当处理或保存的肉上面会滋生细菌，肉会变得发霉、发黏；缺少空气时，如果没有進行保护或处理，也会变酸、腐败。因此，以合适的方法保藏肉类是十分必要的。肉保藏得好坏与否，是肉类食物生产、加工经济中的关键因素。不同的保藏方法，将提供不同的保藏质量、保藏期限。冷冻是现今，以及近几十年来最主要的保藏鲜肉的方法，而过去在机械冷冻发明前，腌制曾是保存肉类的主要办法。
加工的肉类主要为豬肉、羊肉、牛肉、鴨肉、鵝肉、雞肉等。

## 文化

### 素食主義
对肉类的态度，是各种风俗习惯中重要的组成部分。长期放弃食用肉类及其他以动物身体为原料的食物，这种习惯被称作“素食”、“吃素”乃至“素食主义”，实践这种饮食方式的人，被称作“素食主义者”。

### 宗教
肉類是由動物而來，有些宗教會對食用肉類食物有一定的限制。
有些宗教會禁止食用某些種類的肉類，像印度教徒忌食黃牛牛肉。有些宗教除了禁止限制動物種類外，也限制肉類處理的方式，例如伊斯兰教徒（即穆斯林）忌食猪肉及一切诵非真主之名宰杀的动物以及自死的动物，猶太人（即猶太教徒）忌食猪肉及不潔淨的动物。汉传佛教中，僧侶、受菩薩戒（或發願素食）者，忌食各种肉类，另外忌食五種帶辛味的蔬菜也稱為五荤。

## 腳註
1. ↑  Robert E. C. Wildman, Denis M. Medeiros. . CRC Press. 2000: 37  [October 6, 2013]. ISBN 0849385660.
2. ↑  Robert Mari Womack. . Rowman & Littlefield. 2010: 243  [October 6, 2013]. ISBN 0759110441.
3. 1 2  McArdle, John. . Vegetarian Resource Group.   [October 6, 2013]. （原始内容存档于2019-01-07）.
4. ↑  Ayyıldız, Esat. “Klasik Arap Edebiyatında Et Motifi”. International Malatya Gastronomy Culture and Tourism Conference. ed. Aynur Ismayilova – Gunay Rzayeva. 19-24. Malatya: IKSAD Publishing House, 2022.
5. ↑  Rozin, Paul; Hormes, Julia M.; Faith, Myles S.; Wansink, Brian. . Journal of Consumer Research. October 2012, 39 (3): 629–643. doi:10.1086/664970.
6. ↑  Wyker, Brett A.; Davison, Kirsten K. . Journal of Nutrition Education and Behavior. May 2010, 42 (3): 168–177. doi:10.1016/j.jneb.2009.03.124.
7. ↑  Povey, R.; Wellens, B.; Conner, M.  (PDF). Appetite. 2001, 37 (1): 15–26  [12 August 2015]. PMID 11562154. doi:10.1006/appe.2001.0406. （原始内容存档 (PDF)于2018-09-30）.
8. ↑  Joyce, Andrew;  et al. . Journal of Environmental and Public Health. 2012, 2012: 978672. PMC 3382952 . PMID 22754580. doi:10.1155/2012/978672.
9. ↑  Woodward, Judith. . British Food Journal. 1988, 90 (3): 101–104. doi:10.1108/eb011814.
10. ↑  Worsley, Anthony; Skrzypiec, Grace. . Ecology of Food and Nutrition. 1998, 32 (2): 163–195. doi:10.1080/03670244.1998.9991543.
11. ↑  Richardson, N. J. . Proceedings of the Nutrition Society. 1994, 53 (2): 281–287. ISSN 0029-6651. doi:10.1079/pns19940033.
12. ↑  .   [2019-05-27]. （原始内容存档于2019-05-27）.
13. ↑  . 2019-02-04  [2019-05-27]. （原始内容存档于2021-05-02） –www.bbc.com.
14. ↑  Rowland, Michael Pellman. . Forbes.   [2020-05-08]. （原始内容存档于2021-04-21） （英语）.
15. ↑  . www.fao.org.   [2019-10-25]. （原始内容存档于11 May 2017）.
16. ↑  http://de.wikipedia.org/wiki/Liste_der_Inhaltsstoffe_von_Fleisch （页面存档备份，存于）, Liste der Inhaltsstoffe von Fleisch, Hans-Joachim Rose: Küchenbibel–Enzyklopädie der Kulinaristik.ISBN 978-3-937963-41-9.
17. ↑  数据引自《吃》，页101。
18. 1 2  《吃》，页102。
19. 1 2  《吃》，页103。
20. 1 2  《营养学》，页76
21. ↑  佛教徒的吃素戒律还包括不吃葱蒜等五荤。
22. ↑  . 2008.sohu.com.   [2020-05-08]. （原始内容存档于2020-11-16）.
23. ↑  . www.hkislam.com.   [2020-05-08]. （原始内容存档于2021-04-21）.

## 延伸阅读
[在维基数据编辑]
 《欽定古今圖書集成·經濟彙編·食貨典·肉部》，出自陈梦雷《古今圖書集成》